# Metaxymecus gracilipes
Metaxymecus gracilipes is een rechtvleugelig insect uit de familie veldsprinkhanen (Acrididae). De wetenschappelijke naam van deze soort is voor het eerst geldig gepubliceerd in 1895 door Brancsik.